# Acinodrillia paula
Acinodrillia paula é uma espécie de gastrópode do gênero Acinodrillia, pertencente a família Drilliidae.